# Fédération française de pétanque et de jeu provençal
La Fédération française de pétanque et jeu provençal (FFPJP) est une association sportive française loi de 1901.
Elle regroupe l'ensemble des 23 ligues régionales et des 105 comités départementaux. Elle régit sur le territoire français, la pratique et le développement du sport bouliste et longuiste. Elle organise les compétitions nationales et décerne les titres de champions de France.
Elle est affiliée à la Fédération internationale de pétanque et jeu provençal (FIPJP) 
Le siège de la FFPJP se situe au 13, rue Trigance à Marseille.

## Présidents
- ?-2019 : Michel Desbois
- 2019-2021 : Joseph Cantarellî
- depuis 2021 : Michel Le Bot[2]